# Nicolas Lebègue

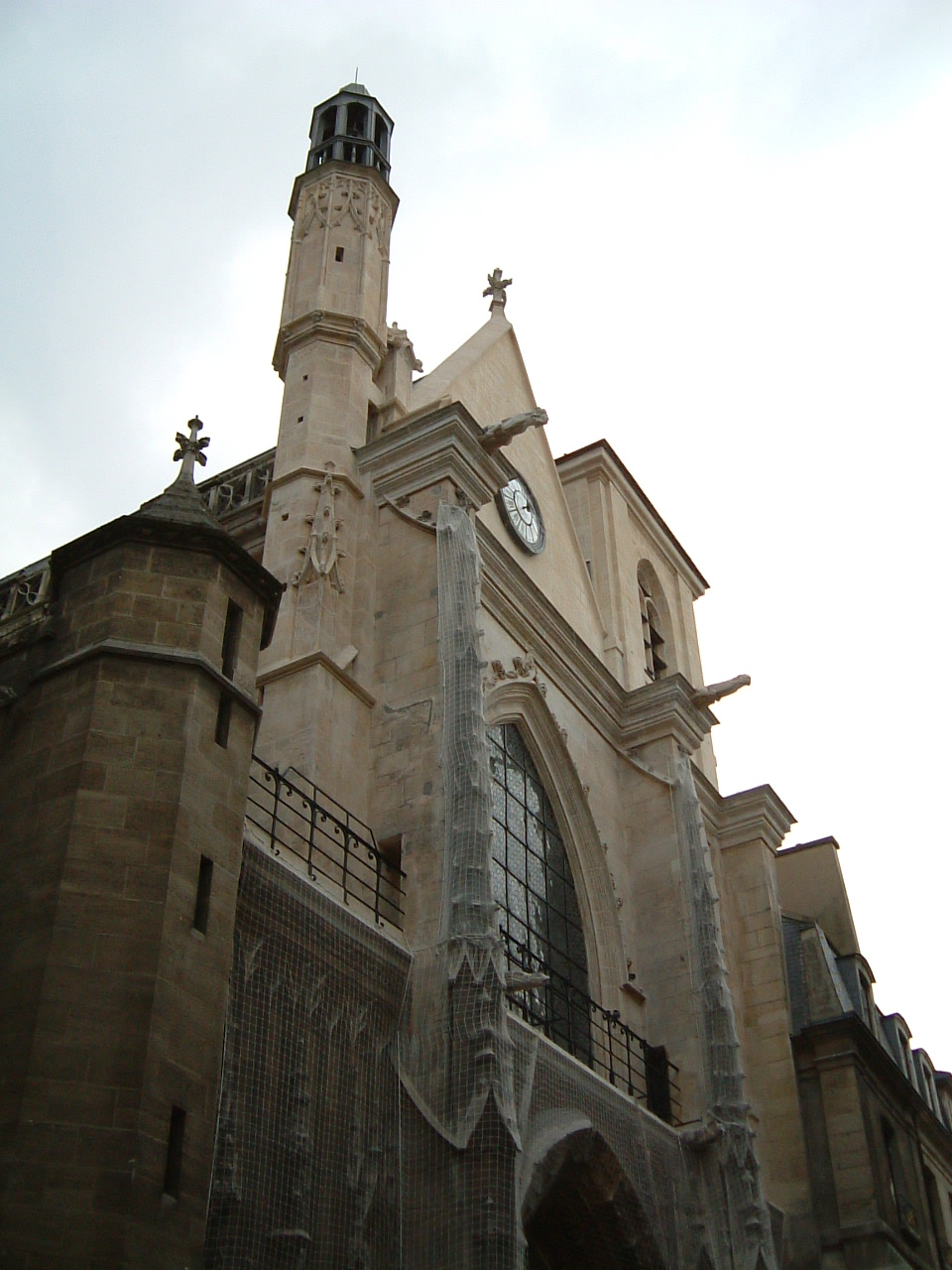
Igreja de São Mederico, onde Lebègue trabalhou de 1664 até à data da sua morte.

Nicolas-Antoine Lebègue (ou Le Begue; Laon, 1631 – Paris, 6 de julho de 1702) foi um  compositor, organista e cravista francês. Nascido em Laon, por volta de 1650 se estabeleceu em Paris tornando-se rapidamente um dos maiores organistas da França. Viveu e trabalhou em Paris até a sua morte, mas frequentemente viajava a outras cidades para tratar de construção e manutenção de órgãos. Atualmente, Lebègue é mais conhecido pela sua música para teclado. Ele contribuiu significativamente para o desenvolvimento da escola francesa de órgão. A sua obra também inclui os primeiros prelúdios não medidos, bem como alguns dos noëls mais antigos de que se tem notícia.